# Péter Bácsi
Péter Bácsi (né le 15 mai 1983 à Budapest) est un lutteur hongrois, spécialiste de lutte gréco-romaine.

## Carrière
Champion du monde en 2014, il est quatre fois médaillé aux Championnats d'Europe.
Il est champion du monde en 2018.